# 石头河子镇 (桦南县)
石头河子镇，是中华人民共和国黑龙江省佳木斯市桦南县下辖的一个乡镇级行政单位。

## 行政区划
石头河子镇下辖以下地区：
金矿局社区、石灰石矿社区、八一村、春富村、核心村、林河村、马家村、庆丰村、仁和村、向阳村、义和村、桦阳村和双丰村。